# Cheiracanthium africanum
Cheiracanthium africanum – gatunek pająka z rodziny zbrojnikowatych. Zamieszkuje krainy etiopską i madagaskarską.

## Taksonomia
Gatunek ten opisany został po raz pierwszy w 1921 roku przez Rogera de Lesserta na łamach Revue suisse de Zoologie. Jako lokalizację typową wskazano Kibonoto w masywie Kilimandżaro w Tanzanii. W 1949 roku Ludovico di Caporiacco opisał Chiracanthium franganilloi, wskazując jako miejsce typowe Nairobi w Kenii i epitet gatunkowy nadając na cześć Pelegrina Franganilla-Balboi. W 1983 roku Günter Schmidt i Rudy Jocqué opisali Cheiracanthium nigropalpatum, wskazując jako miejsce typowe drogę z Saline-les-Bains do Vulkanu na Reunion. W 2004 roku Jean-Claude Ledoux zsynonimizował Ch. africanum z Ch. inclusum, jednak bez porównania materiału typowego i bez analizy genitaliów samic. W 2007 roku Leon N. Lotz przywrócił Ch. africanum jako nazwę ważną oraz zsynonimizował z nią wspomniane taksony opisane przez Caporiacco oraz Schmidta i Jocqué. W 2014 roku Steffen Bayer zsynonimizował z Ch. africanum również Ch. tenuipes, opisanego w 1961 roku przez Carla Friedricha Roewera, przy czym możliwą konieczność tej synonimizacji sugerował już w 2007 roku Lotz.

## Morfologia
Samiec ma ciało długości od 4 do 7,8 mm przy karapaksie długości od 1,7 do 2,9 mm i szerokości od 1,8 do 2,5 mm, samica zaś ma ciało długości od 5,7 do 9,5 mm przy karapaksie długości od 1,7 do 3,4 mm i szerokości od 1,9 do 3,3 mm. Szczękoczułki są przysadziste, o długich pazurach jadowych i sześciu różnej wielkości zębach na krawędziach bruzdy; największy jest drugi ząbek krawędzi przedniej, a najmniejszy pierwszy ząbek krawędzi przedniej. Opistosoma (odwłok) jest żółta do oliwkowozielonej z wyraźnie zaznaczonym znakiem nad sercem.
Genitalia samicy mają owalną płytkę płciową z szerszym niż dłuższym, trójkątnawym wklęśnięciem, w którego tylno-bocznych częściach umieszczone są małe otwory kopulacyjne. Przewody kopulacyjne są poskręcane, skierowane ku przodowi i ku przodowi nieco powiększone, po czym skręcające ku tyłowi wokoło otworów kopulacyjnych,  by osiągnąć przednio-boczne części kulistych spermatek, do których to przewody zapłodnieniowe uchodzą pośrodkowo.
Nogogłaszczki samca mają wyprostowaną, dłuższą od rzepki i dwukrotnie dłuższą niż szeroką goleń ze spiczasto z przodu zakończoną, w widoku bocznym prostą z dwoma drobnymi ząbkami na szczycie, a w widoku brzusznym u podstawy zakrzywioną apofizą retrolateralną. Cymbium wypuszcza w kierunku tylno-bocznym spiczastą apofizę cymbialną krzyżującą się z apofizą goleni. Bulbus cechuje się długim i cienkim, zakrzywionym wokół tegulum embolusem oraz równoległą do konduktora apofizą tegulatną o podłużnym, ciemnobrązowym, nieco rozszerzonym ku przodowi i na końcu ściętym wyrostku strony zewnętrznej, zaokrąglonym kącie zewnętrznym i przedłużonym w ciemnobrązowy szpic kącie wewnętrznym.

## Ekologia i występowanie
Pająk ten odznacza się szerokimi preferencjami ekologicznymi. Zasiedla łąki, zakrzewienia i akacjowe zadrzewienia, pola uprawne, ogrody oraz ludzkie siedziby (gatunek synantropijny). Bytuje na roślinach, pod kamieniami i na ścianach.
Gatunek afrotropikalny o szerokim zasięgu. Znany jest z Nigerii, Gabonu, DR Konga, Rwandy, Burundi, Kenii, Tanzanii, Angoli, Zambii, Namibii, Botswany, Zimbabwe, Południowej Afryki, Eswatini, Lesotho, Reunionu i Madagaskaru.